# Xeranobium badium
Xeranobium badium är en skalbaggsart som beskrevs av White 1971. Xeranobium badium ingår i släktet Xeranobium och familjen trägnagare. Inga underarter finns listade i Catalogue of Life.